# U206 Vinnicja
Az U206 Vinnicja (ukránul: Вінниця) az Ukrán Haditengerészet 1124P tervszámú (NATO-kódja: Grisha–II) korvettje. Honi kikötője 2014 áprilisától Odessza volt. 2021. január 29-én kivonták a szolgálatból.

## Története
Az 1124-es tervszámú tengeralattjáró-elhárító hajónak a szovjet határőrség részére épített, 1124P típusú tengeri őrhajó változata. Építését 1975. december 23-án kezdték a zelenodolszki Gorkij Hajógyárban. 1976. szeptember 12-én bocsátották vízre. A hajót ezután belső folyami hajózási útvonalon (Volga, Volga–Don csatorna, Don) az Azovi-tengerre, majd onnan Szevasztopolba vontatták. A hajó végső befejezésére a szevasztopoli Perszej hajógyárban került sor. Az építés befejezése után a Balaklava tavon végeztek vele próbautakat. A sikeres próbautak után a hajót a KGB Határőr Csapatainál állították szolgálatba a Fekete-tengeren Dnyepr néven. A hajót a balaklavai 5. őrhajó-dandárba osztották be. Szolgálati ideje alatt főként a Krím-félsziget körüli parti vízeken működött, feladata a tengeri határok védelme, a kereskedelmi útvonalak és a halászati tevékenység ellenőrzése volt.

A Szovjetunió felbomlása után a hajó Ukrajnához, az Ukrán Állami Határőr Szolgálathoz került, ahol Vinnicja néven U206 hadrendi jelzéssel tengeri őrhajóként használták tovább. 1995-ben kormánydöntés alapján a határőrség 1124P típusú hajóit, így a Vinnicját, valamint az U205 Izmajilt átadta az Ukrán Haditengerészetnek. 2007-ben egy viharban megsérült, azóta használaton kívül állt Novoozernében, a Donuzlav-tavon. 2013-ban felmerült a selejtezése, de akkor erre nem került sor.
2014. március 22-én a Krím orosz megszállása során a Donuzlav-tavon állomásozó hajó orosz ellenőrzés alá került. Oroszország 2014. április 19-én visszaadta Ukrajnának és április 20-án érkezett meg új állomáshelyére, Odesszába.
2017 szeptemberében Odesszában szárazdokkba került műszaki felülvizsgálat céljából, ami alapján az Ukrán Haditengerészet parancsnoksága megvizsgálja, hogy gazdaságos-e a felújátsa és a modernizálása. A hajón azonban nem kezdődtel el a munkálatok, 2018 augusztusában a hajót elvontatták a dokkból és átsorolták kiképzőhajónak. 2021. január 29-én a hajót kivonták a szolgálatból és selejtezék. A tervek szerint később múzeumhajóként hasznosítják.